# Villalba del Rey
Villalba del Rey község Spanyolországban, Cuenca tartományban. Villalba del Rey Puebla de Don Francisco, Huete, Portalrubio de Guadamejud, Tinajas, Cañaveruelas, Sacedón, Buendía és Castejón, Cuenca községekkel határos. Lakosainak száma 483 fő (2024).

## Népesség
A település népessége az utóbbi években az alábbiak szerint változott:
| Lakosok száma | 692  | 662  | 621  | 611  | 613  | 568  | 560  | 516  | 492  | 483  |
|               | 2001 | 2004 | 2006 | 2009 | 2011 | 2014 | 2016 | 2019 | 2021 | 2024 |